# 塔罗达
塔罗达，是西班牙卡斯蒂利亚-莱昂索里亚省的一个市镇。总面积37平方公里，总人口87人（2001年），人口密度2人/平方公里。